# پروتئین تراغشایی

پخش تسهیل‌یافته

پروتئین انتقال‌دهنده گزینشی نوعی از پروتئین است که از یک سوی غشای یاخته به سوی دیگر غشا می‌رود و با این کار به عنوان دروازه‌ای عمل می‌کند که مواد ویژه‌ای از پوستهٔ یاخته اجازهٔ گذر می‌یابند تا به درون یاخته بروند یا اینکه از یاخته بیرون بریزند. انواع کانال‌های یونی دریچه-لیگاندی از جمله پروتئین‌های تراپوسته‌ای هستند.